# Juurusvesi
Der Juurusvesi ist ein See in der finnischen Landschaft Nordsavo.
Der Juurusvesi bildet zusammen mit dem östlich gelegenen Akonvesi einen See mit einer Fläche von 156,87 km².
Der See liegt auf einer Höhe von 81,8 m.
Er liegt östlich des Kallavesi, in welchen er über den Sund Jännevirta abfließt.
Ein wichtiger Zufluss bildet der Abfluss des Vuotsjärvi zum Akonvesi.
Der Flughafen Kuopio liegt an seinem Südwestufer. Nördlich des Akonvesi liegt der Ort Juankoski.